# Zotalemimon luteonotatum
Zotalemimon luteonotatum es una especie de escarabajo longicornio del género Zotalemimon, tribu Desmiphorini, subfamilia Lamiinae. Fue descrita científicamente por Pic en 1924.

## Descripción
Mide 11 milímetros de longitud.

## Distribución
Se distribuye por Vietnam.